# Milan Lazarević (rukometaš)
Milan Lazarević je jedan od 14. jugoslovenskih rukometaša koji su se takmičili na Letnjim olimpijskim igrama 1972. godine kada su i osvojili zlatnu medalju pobedivši Čehoslovačku u finalu. Odigrao je svih 6 mečeva i postigao 27 golova.

## Biografija i lični život
Milan Lazarević je rođen 11. jula 1948. godine u Beogradu u tadašnjoj SFRJ. Pohađao je Petu beogradsku gimnaziju gde se i prvi put upoznao sa rukometom zahvaljujući tadašnjem profesoru fizičkog vaspitanja Dušku Stefanoviću. Ubrzo počinje da trenira u trećeligaškom klubu Palilulac. Prekretnica nastaje dolaskom Nikole Vučinića, trenera Crvene zvezde koji spaja postave Palilulca i Crvene zvezde.
Od 1974. godine živi u Nirnbergu gde radi kao diplomirani mašinski inženjer. Razveden je i ima dvoje dece, Rašu (1993) i Natašu (1995) koji žive sa majkom u Bocvani.